# Нормандське завоювання Англії
52°04′00″ пн. ш. 1°19′00″ зх. д. / 52.0667° пн. ш. 1.3167° зх. д.
Нормандське завоювання Англії (англ. Norman conquest of England) — напад нормандського війська на чолі з герцогом Нормандії Вільгельмом на Англію у 1066 році та її подальше завоювання. Почалося з вторгнення до Англійського королівства військ Вільгельма і його перемоги в Битві при Гастінгсі в 1066 році. Завоювання завершилось підкоренням місцевих феодалів новому королю в 1070—1075 роках, що дало нормандцям повний контроль над Англійським королівством, який міцно утвердився протягом найближчих декількох років.
Нормандське завоювання стало поворотною подією в історії Англії з кількох причин. По-перше, воно усунуло місцевий правлячий клас, замінивши його іноземною, франкомовною монархією, аристократією та церковною ієрархією. Це, у свою чергу, призвело до утворення англійської мови та започаткувало сучасне розуміння англійської культури. Французьке походження правителів зменшило скандинавський вплив, тісніше пов'язало Англію з континентальною Європою і заклало основу для суперництва з Францією, яке тривало з перервами упродовж багатьох століть. Також завоювання мало важливі наслідки для всіх Британських островів та проклало шлях до подальших нормандських завоювань в Уельсі та Ірландії, а також широкого проникнення до складу верхівки суспільства Шотландії нормандської аристократії, що супроводжувалось поширенням континентальних видів державних установ і культурних факторів.

## Передумови
До Нормандії в період до 1066 року переселилося багато вікінгів. У 911 році західнофранкський король з династії каролінгів Карл III дозволив групі вікінгів та їхньому ватажкові на ім'я Ролло влаштуватися у гирлі Сени в Північній Франції в рамках Договору Сен-Клер-сюр-Епт. Карл сподівався таким чином покласти край нападам вікінгів, які спустошували узбережжя Франції в той час. В обмін вікінги-переселенці мали забезпечувати захист берегів від інших нападників.
Заселення виявилося успішним і вікінги в регіоні стали відомі під назвою «нормандці», тобто «північні», від чого і походить назва Нормандія. Нормандці швидко адаптувалися до культури корінних народів, відмовились від поганства та перейшли у християнство. Вони стали розмовляти місцевою мовою Ойл, додавши до неї елементи давньоісландської. Таким чином утворилась нормандська мова. Подальше їхнє влиття до місцевої культури відбувалось переважно через змішані шлюби. Використовуючи надану їм територію як базу, нормандці розширили межі герцогства на захід, додавши до нього зокрема такі території, як Бессен, Котантен та Авранш.
У 1002 король Англії Етельред II одружився з Еммою, сестрою герцога Нормандії Річарда II. Їхній син Едуард Сповідник, який багато років провів у вигнанні в Нормандії, успадкував англійський трон у 1042 році. Це призвело до створення потужного нормандського чинника в англійській політиці, оскільки Едуард значною мірою спирався на тих, хто колись надав йому прихисток, залучав норман до придворних, солдатів, священнослужителів та призначав їх на посади у владних структурах, особливо в церкві. Бездітний і втягнутий у конфлікт із грізним графом Вессексу Годвіном і його синами, Едуард, можливо, навіть заохочував амбіції нормандського герцога Вільгельма до англійського престолу.
Король Едуард помер на початку 1066 року, відсутність прямого спадкоємця призвела до суперечки щодо правонаступництва, в якому кілька претендентів зазіхали на престол Англії. Наступним за старшинством після Едуарда був граф Вессекса Гарольд Годвінсон, найбагатша і наймогутніша особа з англійської аристократії; він і був обраний королем Англії за Вітенагемотом і коронований архієпископом Йоркським Елдредом, хоча нормандська пропаганда стверджувала, що він був освячений Стігандом, відлученим на той час від церкви архієпископом Кентерберійським. Однак права Гарольда на престол були відразу ж оскаржені двома могутніми правителями сусідніх держав. Герцог Вільгельм заявив, що престол короля Едварда було обіцяно саме йому і що Гарольд давав клятву з цим погодитись. Гаральд III Норвезький також оскаржив королівські права Гарольда. Його претензії на престол базувались на гіпотетичній угоді між його попередником Магнусом I Норвезьким і попереднім данським королем Англії Гардекнудом, згідно з яким, якщо один із них помре, не лишивши спадкоємця, то інший буде наслідувати корони Англії і Норвегії. Вільгельм і Гаральд відразу ж почали збирати війська і кораблі для вторгнення.

## Рейди Тостіга та навала норвежців
Навесні 1066 року Гарольдів брат Тостіг Годвінсон, що ворогував на той час із Гарольдом, здійснив рейд на південно-східне узбережжя Англії. Флот для рейду він набрав у Фландрії, пізніше до нього долучились кораблі з Оркнейських островів. Флот Гарольда змусив Тостіга пересунутись на північ, де він атакував східну Англію та Лінкольншир. Напад було відбито братами Едвіном, графом Мерсійським та Моркаром, графом Нортумбрійським. Покинутий більшістю послідовників, Тостіг відступив до Шотландії, де й провів літо, збираючи нові сили.
Король Норвегії Гаральд вторгнувся до північної Англії на початку вересня з флотом із більш ніж 300 суден, маючи на борту, можливо, 15000 воїнів. Армія Гаральда також посилилась військами Тостіга, який підтримав претензію норвезького короля на трон Англії. Норвежці просунулися до Йорка й зайняли місто, завдавши поразки північній англійській армії Едвіна та Моркара 20 вересня у битві при Фулфорді.
Гарольд провів літо на південному узбережжі з великою армією та флотом в очікуванні вторгнення з боку Вільгельма. 8 вересня він був змушений розпустити свої сили через брак продовольства. Дізнавшись про напад норвежців, він вирушив на північ, дорогою збираючи нові війська. Йому вдалось заскочити норвежців зненацька й перемогти їх у надзвичайно кривавій битві при Стемфорд-Брідж 25 вересня. Гаральд Норвезький та Тостіг загинули, а норвежці зазнали настільки жахливих втрат, що для перевезення тих, хто залишився, вистачило лише 24 з їхніх 300 кораблів. Англійцям перемога теж дорого коштувала, тож військо Гарольда було дуже ослаблене. До того ж воно знаходилося далеко від півдня.

## Вторгнення нормандців

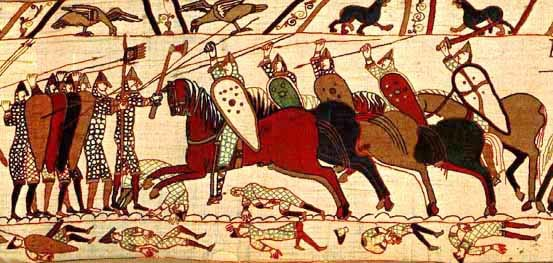
Фрагмент гобелена з Байо (Tapisserie de Bayeux), XI століття, що зображує нормандське вторгнення до Англії

Тим часом Вільгельм підготував для вторгнення великий флот та армію, зібрані не лише з Нормандії, але з усієї Франції, в тому числі значні контингенти з Бургундії та Фландрії. Зосереджені у Сен-Валері-сюр-Сом, війська були готові до виступу близько 12 серпня, але операцію з перетинання каналу було відкладено, чи то через несприятливі погодні умови, чи через спроби уникнути зіткнення з потужним англійським флотом. Фактично нормандці висадились в Англії за кілька днів після перемоги Гарольда над норвежцями та спричиненого цим розпорошення його морських сил. Висадка відбулась у Певенсі у Сассексі 28 вересня, після чого нормандці збудували дерев'яний замок біля Гастінгсу, з якого здійснювали набіги на навколишні землі.
Новини про висадку Вільгельма змусили Гарольда вирушити на південь. Він зробив зупинку в Лондоні, щоб зібрати додаткове військо, потім вирушив на Вільгельма. 14 жовтня відбулась битва при Гастінгсі. Англійці, утворивши суцільну стіну зі щитів на верхівці Сенлакського пагорбу, протягом кількох годин відбивали напади нормандців. Великих втрат англійській піхоті завдавала боротьба з кіннотою нормандців. Надвечір сили англійського війська вичерпались, організований опір припинився, а Гарольд загинув, так само як і його брати Граф Гірс та Граф Леофвін.
Вільгельм очікував, що перемога при Гастингсі змусить англійських лідерів визнати його зверхність. Натомість Вітенгамот, за підтримки графів Едвіна та Моркара, а також Кентерберійського архієпископа Стіганда та Йоркського архієпископа Елдреда, проголосив королем Едгара Етелінга. Вільгельм розпочав наступ на Лондон узбережжям Кента. Він розгромив англійські війська, що атакували його біля Саусварка, але не спромігся на штурм Лондонського Мосту, тож мусив шукати інших шляхів до столиці.
Вільгельм із військом вирушив долиною Темзи, маючи намір перетнути річку біля Воллінгфорду, Беркшир; перебуваючи там, він отримав повідомлення від Стіганда. Далі він вирушив на північних схід уздовж Чилтернзьких пагорбів, щоб далі підійти до Лондона з північного заходу. Зазнавши невдачі у спробах дати військову відсіч нападникам, основні прихильники Едгара в розпачі здалися Вільгельму в Беркхемстеді, Гартфордшир. Вільгельма було проголошено королем Англії. Елдред коронував його 25 грудня 1066 року у Вестмінстерському абатстві.

## Опір англійців
Незважаючи на попередні події, місцевий спротив продовжувався ще кілька років. У 1067 у Кенті повстанці за підтримки Євстахія II Болонського здійснили невдалий напад на Дуврський замок. Того ж року шропширський землевласник Едрік Дикий із союзними йому уельськими правителями земель Гвінет та Повіс підняв повстання у західній Мерсії, напавши на сили нормандців, розташовані у Херефорді. У 1068 Вільгельм взяв в облогу в Ексетері сили повстанців, серед яких була Гіта Торкельсдоттір, мати Гарольда; він зазнав важких втрат, але зміг домовитись про здачу міста.
Пізніше того року Едвін та Моркар здійснили повстання в Мерсії за допомогою валлійців, а граф Госпатрік очолив повстання у Нортумбрії, яку на той момент ще не окупували нормандці. Ці повстання швидко припинились, коли Вільгельм вирушив проти них, будуючи фортеці та розміщуючи залоги, як він це робив на півдні. Едвін та Моркар знову підкорились владі нормандців, Госпатрік же втік до Шотландії, так само як Едгар Етелінг та його родина, що теж були причетні до бунтівників. Тим часом сини Гарольда, що знайшли притулок у Ірландії, здійснювали набіги на Сомерсет, Девон та Корнуолл з моря.
На початку 1069 року в Даремі було вбито Роберта де Коміна, що став за нормандців графом Нортумбрії, та кількасот його вояків; до заворушень у Нортумбрії долучилися Едгар, Госпатрік, Сівард Барн та інші повстанці, котрі втекли до Шотландії. Війська нормандців у самому Йорку було розгромлено та перебито, а сили повстанців взяли в облогу замок Йорк; втім, каштелян замку Вільгельм Мале встиг надіслати Вільгельму І повідомлення про ці події. Вільгельм прибув із армією з півдня, завдав повстанцям поразки біля Йорку та відкинув їх у місто, де вчинив бійню серед мешканців, призвівши до закінчення повстання. Він збудував у Йорку другий замок, посилив нормандські війська в Нортумбрії, а згодом повернувся на південь. Ще одне повстання у цій місцевості було придушене вже залогою Йорка. Син Гарольда вчинив другий напад з Ірландії, але біля Девону зазнав поразки від нормандського війська під керівництвом графа Бріана, сина Одо, графа Пент'єврського.
|                            |                     |                          |
| Піхотинець короля Гарольда | Нормандський лучник | Нормандські кінні лицарі |

Наприкінці літа 1069 року надісланий Свейном II Данським великий флот прибув до узбережжя Англії, що викликало по всій країні нову хвилю повстань. Після невдалих нападів на півдні, данці приєднали свої сили до нового нортумбрійського повстання, до якого також приєднались і Едгар, Госпатрік, інші втікачі до Шотландії, а також Граф Уалтоф. Разом вони перемогли гарнізон нормандців в Йорку, зайняли замки та взяли під контроль Нортумбрію, але очолюваний Едгаром напад на Лінкольншир було відбито нормандською залогою Лінкольну.
Водночас знову розгорнувся опір у західній Мерсії, де Едрік Дикий із своїми уельськими союзниками та повстанцями з Чеширу та Шропширу атакував замок Шрюзбері. На південному заході повстанці з Девону та Корнволу здійснили напад на нормандські війська у Ексетері, але їхній напад було відбито, а самих нападників розсіяли нормандці графа Бріана, що прибули для ліквідації блокади замку. Інші повстанці з Дорсету, Сомерсету та навколишніх територій взяли в облогу замок Монтакут, але були переможені нормандськими військами під командуванням Жофруа де Монтбрі, зібраними проти них із Лондона, Вінчестера та Солсбері.
Тим часом Вільгельм атакував данців, що облаштувались на зимування на південь від Хамберу в Лінкольнширі та відкинув їх до північного берегу. Залишивши Лінкольншир на Роберта де Мортен, він вирушив на захід та завдав поразки мерсійським повстанцям біля Стаффорда. Коли данці знову перетнули Хамбер, нормандські війська ще раз відкинули їх за річку. Вільгельм дістався Нортумбрії, зірвавши спробу заблокувати його війська при переправі через річку Ері біля міста Понтефракт. Його поява змусила данців утікати, тож він зайняв Йорк, після чого уклав угоду з данцями, які за гроші погоджувалися навесні покинути Англію. Взимку 1069—1070 нормандські війська систематично плюндрували Нортумбрію, винищуючи весь можливий опір.
Навесні 1070 року, заручившись підтримкою Валтофа з Госпатріком, а також вибивши Едгара та залишки його прибічників до Шотландії, Вільгельм повернувся до Мерсії, де розташувався у Честері, та використовував його як базу для остаточного знищення рештків спротиву в навколишніх землях перед поверненням на південь. Свейн II Данський особисто прибув, щоб командувати флотом, оголосив про розірвання попередньої угоди та направив війська до Фенських боліт на з'єднання з силами англійських повстанців під командуванням Гереварда, які розташовувались на острові Ілі. Проте Свейн скоро отримав нову суму відкупних від Вільгельма та з тим і повернувся додому.
Після відбуття данців залишились численні фенські повстанці, захищені болотами. На початку 1071 тут відбувся останній сплеск повстанської активності. Едвін та Моркар знову виступили проти Вільгельма. Едвіна було зраджено та вбито, але Моркар досягнув Ілі, де він та Херевард об'єднались із колишніми втікачами, що тепер припливли з Шотландії. Вільгельм прибув із армією та флотом, щоб покінчити з цим останнім островом спротиву. Після кількох серйозних невдач нормандці таки спромоглися побудувати наплавний міст, досягти ним острова Ілі, завдати поразки заслону повстанців біля мосту та здійснити штурм острова, поклавши таким чином край спротиву англійців.
Більшість тогочасних нормандських джерел, що збереглись дотепер, було написано з метою виправдати дії нормандців як відповідь на висловлене Папою занепокоєння щодо того, як нормандці-переможці поводяться з місцевими англійцями.

## Управління Англією
Після завоювання Англії нормандці зіткнулись із масою проблем з утримання контролю над завойованою країною. нормандці були нечисленними порівняно з англійським населенням. Історики оцінюють кількість нормандських поселенців приблизно як 8000 осіб, але це число містить не лише власне нормандців, але й переселенців з інших частин Франції. нормандці зуміли подолати складнощі, викликані їх малою чисельністю, завдяки новітнім, як на той час, методам керування.
По-перше, на відміну від Канута Великого, що волів винагороджувати послідовників грошима, ніж замінювати ними місцевих землевласників, послідовники Вільгельма очікували та отримували землі та титули як винагороду за їхню службу під час вторгнення. При цьому Вільгельм проголосив себе самого власником практично всієї землі, над якою його війська отримали контроль, та затвердив своє право розпоряджатись нею на власний розсуд. Таким чином, землю можна було отримати лише від короля. Спочатку Вільгельм конфіскував землі усіх англійських лордів, що воювали на боці Гарольда, та розділив більшість із цих земель між нормандцями (хоча деякі родини спромоглись «викупити» свою власність та титули, звернувшись із проханням про це особисто до Вільгельма). Ці конфіскації викликали заворушення, що призводило до ще більших конфіскацій, і ця схема безупинно діяла впродовж приблизно п'яти років після битви при Гастінгсі. Для запобігання заворушенням нормандці будували фортеці та замки в небачених кількостях.
Навіть коли активний спротив припинився, Вільгельм та його барони продовжували використовувати свої позиції для розширення та консолідації нормандського контролю над країною. Наприклад, якщо англієць-землевласник помирав, не залишивши нащадків, король (або в разі нижчого рівня землевласників, один із його баронів) міг призначити спадкоємця; призначений спадкоємець зазвичай походив із Нормандії. Вільгельм і барони також здійснювали жорсткий контроль за успадкуванням майна вдовами та дочками, часто змушуючи таких виходити заміж на нормандців. Таким чином нормандці заступали місцеву аристократію та перебирали на себе контроль над верхніми прошарками суспільства.
Про успіхи Вільгельма у встановленні контролю свідчить те, що з 1072 і до захоплення Нормандії Капетингами у 1204 році, Вільгельм та його наступники керували країною з-за кордону. Наприклад, після 1072 року Вільгельм проводив більш ніж 75 % свого часу у Франції. Він мав бути особисто присутнім у Нормандії, щоб захистити свої землі від зовнішніх ворогів та перешкоджати внутрішнім заворушенням, при цьому існування в Англії королівської адміністрації дозволяло йому керувати Англією дистанційно. Англо-нормандські барони також часто застосовували подібну практику.
Ще одним важливим завданням для Вільгельма було зберегти нормандських лордів як згуртовану та лояльну йому групу, оскільки чвари між нормандцями давали місцевим англійцям шанс на перемогу над їхніми англо-французькомовними лордами. Одним із способів домогтись цього була політика роздачі земель невеликими частинами та покарання за несанкціоноване захоплення володінь. Землі, що перебували у власності нормандського лорда, зазвичай були розкидані невеликими шматками по всій Англії та Нормандії, а не створювали єдиний географічний блок. Таким чином, якщо лорд намагався вийти з-під королівської влади, він міг захистити лише невелику частину своїх володінь.
З часом ця сама політика значною мірою посприяла контактам між аристократією різних регіонів та заохочувала англо-нормандську шляхту до самоорганізації та спільних дій на рівні класу, а не лише на індивідуальному або регіональному, як це відбувалось в інших феодальних країнах. Існування сильної централізованої монархії заохочувало аристократію формувати зв'язки із міським населенням, що згодом посприяло розвитку англійського парламентаризму.

## Зміна еліти
Прямим наслідком вторгнення була практично повна ліквідація старої англійської аристократії і втрата англійцями контролю над католицькою церквою в Англії. Вільгельм систематично усував англійських землевласників та передавав їхні статки своїм континентальним послідовникам. У «Книзі Страшного суду» ретельно запротокольовано наслідки цієї колосальної програми експропріацій, з її матеріалів випливає, що вже в 1086 році лише близько 5 % англійських земель на південь від річки Тис залишались у власності англійців. Це невелике число, що зменшилось у подальші десятиліття, зникнення місцевих землевласників було найповнішим саме у південній частині країни.
Незабаром місцевих мешканців було також усунуто від високих урядових та церковних посад. Після 1075 року всі графства було переведено під контроль нормандців, англійці лише де-не-де утримували посади шерифів. Так само в церковних справах вищі посадові особи англійського походження були або звільнені від своїх посад, або зберегли їх до кінця життя, але наступниками стали вже нормандці. У 1096 році вже не було жодного англійця-єпископа, а абати-англійці стали рідкістю, надто у великих монастирях.
Жодне інше середньовічне завоювання християн християнами не мало таких нищівних наслідків для керівного класу переможеної сторони. Тим часом престиж Вільгельма серед його послідовників високо зріс, адже він мав змогу без особливого напруження для себе винагороджувати їх значними земельними наділами. Ці нагороди, на додачу, сприяли посиленню влади самого Вільгельма, позаяк кожен новостворений феодал мав якнайперше збудувати замок та підкорити місцеве населення. Таким чином завоювання підживлювало саме себе.

## Англійськаеміграція
Велика кількість англійців, особливо тих, що належали до зруйнованого класу колишніх землевласників, врешті почала сприймати нормандське панування нестерпним та емігрувала. Особливо популярними напрямками еміграції були Шотландія та Візантійська імперія, частина емігрантів переселилась до Скандинавії або ще більш віддалених регіонів, таких як Русь, на береги Чорного моря. Більша частина англійської шляхти та солдатів емігрували до Візантії, де вони склали більшість у так званій Варязькій гвардії, що до того складалась переважно з вихідців із Скандинавії. Англійські варяги продовжували служити імперії принаймні до середини чотирнадцятого століття.

## Система державного управління
Перед прибуттям нормандців англо-саксонська Англія мала одну з найскладніших у Західній Європі систем державного управління. Країну було розділено на адміністративні одиниці (так звані «шири») приблизно однакового розміру та форми, які перебували у віданні осіб, що мали назву «Ширський рив» або «Шериф». «Шири», як правило, користувались певною автономією та не мали спільного координованого контролю. Англійський уряд широко використовував у своїй діяльності письмову документацію, що було вкрай незвично для Західної Європи того часу та забезпечувало ефективніше керування, ніж усні розпорядження.
Англійські органи державного керування мали постійні місця розташування. Більшість середньовічних урядів завжди перебували в русі та здійснювали свою діяльність там, де в цей час були сприятливіші погодні умови, запаси харчів абощо. Така практика обмежувала можливі розмір та складність урядового механізму, особливо це стосується скарбниці та бібліотеки — облаштунки для цих галузей мали обмежуватись об'єктами того розміру, що могли бути навантажені на коня і віз. Англія мала постійну скарбницю у Вінчестері, з якої й почалось розповсюдження постійного бюрократичного урядового апарату та документообігу.
Ця складна форма середньовічного уряду була сприйнята та далі розвинена нормандцями. Вони централізували систему автономних ширів. «Книга Страшного суду» дає приклади практичної кодифікації, яка полегшувала для нормандців асиміляцію завойованих територій завдяки центральному контролю над переписом населення. Це був перший у Європі загальнодержавний перепис населення з часів Римської імперії і він дав змогу нормандцям більш ефективно збирати податки з їхніх нових володінь.
Значно зросла та ускладнилась система обліку. Так звану Палату Шахівниці було засновано Генріхом І. У 1150 році, невдовзі після смерті Генріха, Палату було розташовано у Вестмінстерському палаці. Тепер офіс голови Палати знаходиться неподалік, на Даунінг-стріт, 11. Поряд, у будинку номер 10, розташовується Перший Лорд Скарбниці, зараз він також обіймає посаду Прем'єр-міністра Сполученого Королівства. Королівська Скарбниця розташована за квартал, на вулиці Кінної Гвардії, 1.

## Мова
Однією з найпомітніших змін, що їх зазнала тодішня Англія, було те, що англо-нормандська мова, яка була північним діалектом давньофранцузької, стала мовою керівного класу Англії, замінивши в цій якості давньоанглійську. Французький вплив ще більше посилився з напливом у середині дванадцятого століття послідовників Анжуйської династії, які розмовляли більш узагальненим діалектом французької. Лише в чотирнадцятому столітті англійська мова частково відновила своє колишнє панування, а в судочинстві французька використовувалась навіть у п'ятнадцятому столітті.
За цей час англійська мова сама зазнала значних змін, розвинувшись у досить відмінну від попереднього варіанту середньоанглійської, яка й стала основою сучасної англійської мови. Упродовж століть французького мовного панування значна частина слів в англійській мові зникли й були замінені французькими відповідниками, таким чином виникла теперішня гібридна мова, в якій основна англійська лексика комбінується з переважно французькою абстрактною та технічною. Граматичні структури мови також зазнали суттєвих змін, хоча й не ясно, наскільки ці зміни пов'язані саме з маргіналізацією англійської мови після нормандського завоювання.

## Стосунки з Францією
По завоюванню стосунки між англо-нормандською монархією і французькою короною дедалі погіршувалися. Ще до вторгнення Вільгельм мав значну напругу в стосунках із Капетингами, що ще більше зросла через підтримку Капетингами його сина Роберта Куртгеза, який пішов війною на свого батька, а згодом і на своїх братів. Як герцог Нормандський Вільгельм та його нащадки були васалами французького короля, але як король Англії він був йому рівнею.
У 1150 році, зі створенням Анжуйської імперії, Плантагенети, наступники нормандських герцогів, контролювали половину Франції та всю Англію, переважаючи Капетингів. Суперечності, що виникали з цієї ситуації, загострювались ще більше зі зростанням сили французької монархії та розширенням її прав та влади над васалами. Криза остаточно проявилась у 1204 році, коли Філіп II Французький відібрав у нормандців та анжуйців усі їхні володіння у Франції, за винятком Гасконі.
У чотирнадцятому столітті періодичні війни за контроль над континентальними територіями королів Англії, що тривали з часів Вільгельма, переросли у Столітню війну, викликану зусиллями Едуарда III, спрямованими на повернення земель його предків у Франції, і розширення суверенітету, яким він користувався в Англії, на його французькі володіння, що обривало його васальні зв'язки з французькою короною. Ця боротьба завершилася лише після остаточного занепаду позиції Плантагенетів у Франції в 1453 році, що фактично розірвало зв'язки, створені в 1066 році. Таким чином, вплутаність англійського королівства в справи континентальних володінь та інтереси французьких землевласників, які захопили трон в Англії, втягнуло Англію до майже чотирьох століть воєн проти королів Франції. Ці конфлікти заклали основу для подальшого англо-французького суперництва.

## Подальші наслідки
Уже у XII столітті, як свідчить «Діалог щодо палати Скарбниці», відбулось значне зростання кількості змішаних шлюбів між природними англійцями та нормандськими іммігрантами. У наступні століття, особливо після того, як у 1348 році пандемія Чорної смерті винищила значну частку англійської знаті, ці дві групи ще більше перемішались, аж поки відмінності між ними не стали ледь помітними.
Нормандське завоювання вважається останньою успішною спробою завоювання Англії, хоча перемога голландців у Славетній Революції 1688 року може розглядатись як наступне успішне вторгнення з континенту; важливу різницю становить той факт, що під час Славетної Революції одна частина англійського правлячого класу, згуртована навколо Парламенту, співпрацювала з іноземними силами, щоб витіснити іншу частину правлячого класу, згуртовану навколо монархічної династії Стюартів, тоді як під час нормандського завоювання було замінено увесь правлячий клас Англії.
Серйозні спроби вторгнення були здійснені Іспанією у 1588 та Францією у 1744 та 1759 роках, але в кожному випадку загальний ефект погодних умов та дій Королівського флоту зірвали спроби тих нападів, не давши змоги нападникам навіть висадитись на Британських островах. Також вторгнення планувались Францією у 1805 та нацистською Німеччиною у 1940 році, але практичні спроби вторгнення не відбулися, оскільки підготовчі операції не змогли забезпечити нейтралізацію британського флоту та, у другому випадку, військово-повітряних сил.
Кілька менш значних локальних та дуже коротких рейдів на британське узбережжя були успішними в досягненні своїх обмежених цілей. Такими були, наприклад, кілька нападів на прибережні міста з боку Франції під час Столітньої війни, іспанська висадка в Корнуоллі 1595 року, рейди, що здійснювались берберськими піратами задля захоплення рабів у сімнадцятому столітті, напад голландців на Медвейські верфі в 1667 році.